# Нурлижол (Сариагаський район)
Нурлижо́л (каз. Нұрлыжол) — село у складі Сариагаського району Туркестанської області Казахстану. Входить до складу Куркелеського сільського округу.
У радянські часи село називалося Мічуріно.
Населення — 2076 осіб (2021; 1308 осіб(2009; 583 у 1999, 521 у 1989).